# قضاء المتن
قضاء المتن أحد أقضية محافظة جبل لبنان الستة، يمتد من مجرى نهر الكلب في الشمال وحتى مجرى نهر بيروت في الجنوب، ومن شاطئ البحر الأبيض المتوسط في الغرب حتى جبل صنين على ارتفاع 2600 متر، لتبلغ مساحته 265 كيلومترا مربعا.
يحده من الشمال قضاء كسروان ومن الشرق قضاء زحلة ومن الجنوب قضاء بعبدا ومركزه مدينة «الجديدة». المتن هي واحدة من أكثر المناطق شعبية في لبنان، مع مناظرها الغنية ومطلها على البحر الأبيض المتوسط. سكان المتن هم تقريباً من المسيحيون مع تواجد ملحوظ لأقلية من الدروز والشيعة في المنطقة.

## أعلام
- إلياس الرابع معوض
- أنطون سعادة
- كميل زيدان
- ميشال المر